# Christian Devi Brando
Christian Devi Brando (Los Angeles, 11 mei 1958 - Los Angeles, 26 januari 2008) was een Amerikaans acteur en misdadiger.

## Jeugd en acteurschap
Brando was de oudste zoon van Marlon Brando en Anna Kashfi. Zijn beide ouders waren acteurs. Brando en Kashfi scheidden al een jaar na de geboorte van Christian. Door de vechtscheiding van zijn ouders had hij geen gemakkelijke jeugd. Zijn moeder was bovendien in die tijd verslaafd aan drugs en alcohol. Op zijn 13de trok hij definitief bij zijn vader in. Christian zag zijn vader weinig. Ook hij raakte verslaafd aan drugs. 
Christian verscheen als kind in twee films: The Secret Life of an American Wife (1968) met Walter Matthau en I Love You, Alice B. Toklas! uit hetzelfde jaar. Later zou hij nog in enkele B-films verschijnen.

## Moord op Dag Drollet
Op 16 mei 1990 vermoordde hij Dag Drollet, de vriend van zijn halfzus Cheyenne Brando. Cheyenne was op dat moment acht maanden zwanger van Drollet. Doordat Cheyenne niet getuigde tegen Christian werd zijn straf verlicht en kwam hij in 1996 vrij. Cheyenne had een jaar eerder zelfmoord gepleegd. 

## Latere leven
Na zijn vrijlating had Brando nog enkele relaties. Hij raakte (opnieuw) verslaafd aan drugs en alcohol. Begin 2008 overleed Brando op 49-jarige leeftijd aan een longontsteking. Hij liet een zoon, Michael (1988) achter. Ook zijn moeder Anna Kashfi was nog in leven bij zijn overlijden.
- Bibliothèque nationale de France: cb12318507w (data)
- Virtual International Authority File: 316436368